# Obusier de 120 mm C modèle 1890
L’obusier de 120 mm C modèle 1890 (C : court), appelé aussi 120 mm Baquet est une pièce d'artillerie adoptée en 1890 par l'artillerie de l'armée française, qui l'employa pendant la première Guerre mondiale.
En 1886 commence le développement d'un nouveau modèle, qui doit être mobile car destiné à équiper l'artillerie de campagne, et capable d'effectuer des tirs plongeants. Le résultat adopté en 1890 comprend un frein hydro-pneumatique, qui absorbe le recul et qui replace le tube en position. Cet obusier est mentionné dans les pièces des procès du capitaine Alfred Dreyfus de 1894 à 1906, notamment dans le « bordereau » ainsi que dans le dossier secret.
En août 1914, 84 pièces de 120 Baquet sont envoyées au combat au sein des cinq régiments d'artillerie lourde, approvisionnées à 400 coups. Les stocks d'obus de 120 s'élèvent alors à un total de 1 280 000 coups.